# 玄相主
玄 相主（ヒョン・サンジュ、朝鮮語: 현상주、1940年 - ）は、朝鮮民主主義人民共和国の政治家。朝鮮職業総同盟中央委員会委員長、朝鮮労働党中央委員会委員候補、最高人民会議常任委員会委員などを歴任した。

## 経歴
1940年生まれ。出生地や2004年までの経歴は不明。2004年に金日成勲章を受賞。2010年8月に朝鮮職業総同盟中央委員会委員長に選出され、9月28日に開催された朝鮮労働党第3回党代表者会で朝鮮労働党中央委員会委員候補に選出された。2011年1月から朝鮮インド親善協会委員長を兼任。同年12月17日に金正日総書記が死去した際には国家葬儀委員会委員に選ばれた。2012年11月4日に党中央委員会政治局拡大会議の決定により、国家体育指導委員会が設立されると同委員会委員に任命された。
2014年3月9日に実施される最高人民会議第13期代議員選挙の中央選挙委員に任命され、代議員に選出された。翌月4月9日に開催された最高人民会議第13期第1回会議で最高人民会議常任委員会委員に選出された。
2015年8月17日に開催された朝鮮職業総同盟中央委員会第79回総会で党中央委員会委員長を解任された。

## 参考サイト
- 북한정보포털

| 先代金炳八 | 朝鮮職業総同盟中央委員会委員長2010年 - 2015年 | 次代朱英吉 |